# Chaplin som Greve
Chaplin som Greve er en amerikansk stumfilm fra 1916 af Charles Chaplin.

## Medvirkende
- Charles Chaplin
- Edna Purviance - Miss Moneybags
- Eric Campbell - Tailor
- Leo White - Broko
- Charlotte Mineau - Mrs. Moneybags

## Plot
Skrædderens handyman (spillet af Chaplin) brænder en greves bukser, mens han stryger dem, og bliver fyret. Hans overordnede (Campbell) opdager en seddel, der forklarer, at greven ikke kan deltage i en fest, og klæder sig ud som en greve for at tage hans plads.
Chaplin tager også til den bolig, der er vært for festen, men løber ind i skrædderen. De kæmper derefter begge om at vinde den smukke jomfru Miss Moneybags (Purviance). Snart bliver Charlie distraheret af en sigøjnerpige, og skrædderen må afværge andre bejlere. Den rigtige greve ankommer endelig, får kendskab til bedragerne og tilkalder politiet. Chaplin tager en vild flugt gennem festen og smutter i sikkerhed.